# Manfred Stohl
Manfred Stohl (* 7. července 1972 ve Vídni) je rakouský jezdec rallye. Patří mezi nejúspěšnější soukromé jezdce v mistrovství světa.

## Životopis
Narodil se sedmého července 1972 ve Vídni. Momentálně žije ve městě Gross Enzersdorf. Je svobodný. Mezi jeho záliby patří běh a jízda na horském kole. Od devíti let jezdil na kole BMX. Později přešel na motocykly a soutěžil v motocrossu.

## Kariéra
Poprvé startoval v rallye v roce 1991. Začínal s vozem Audi 90 Quattro. Spolujezdce mu dělal otec Rudi. Později pilotoval Audi 80 Quattro a Audi Coupe S2. Všechny vozy byly skupiny A. Od roku 1997 začal soutěžit v mistrovství světa kategorie N s vozem Mitsubishi Lancer Evolution III až VI. V roce 2001 se poprvé objevil za volantem vozu kategorie Super1600. Byl jím Fiat Punto. O rok později vyzkoušel i vozy specifikace WRC - Toyota Corolla a Ford Focus. V roce 2003 vyzkoušel Hyundai Accent WRC a poté přešel na vůz Peugeot 206 WRC. Od roku 2004 se kromě mistrovství světa účastnil i podniku produkčního mistrovství světa s Lancerem. Během Mistrovství světa v rallye 2005 závodil pouze v kategorii WRC s vozem Citroën Xsara WRC, kterou o rok později vystřídal Peugeot 307. Pro Mistrovství světa v rallye 2007 se vrátil ke Xsaře. V Mistrovství světa v rallye 2008 startoval v Portugalsku v závodu šampionátu IRC s vozem Peugeot 207 S2000. Po celou kariéru ho sponzoruje společnost OMV. Jeho spolujezdkyní je Ilka Minor.

## Nejlepší výsledky

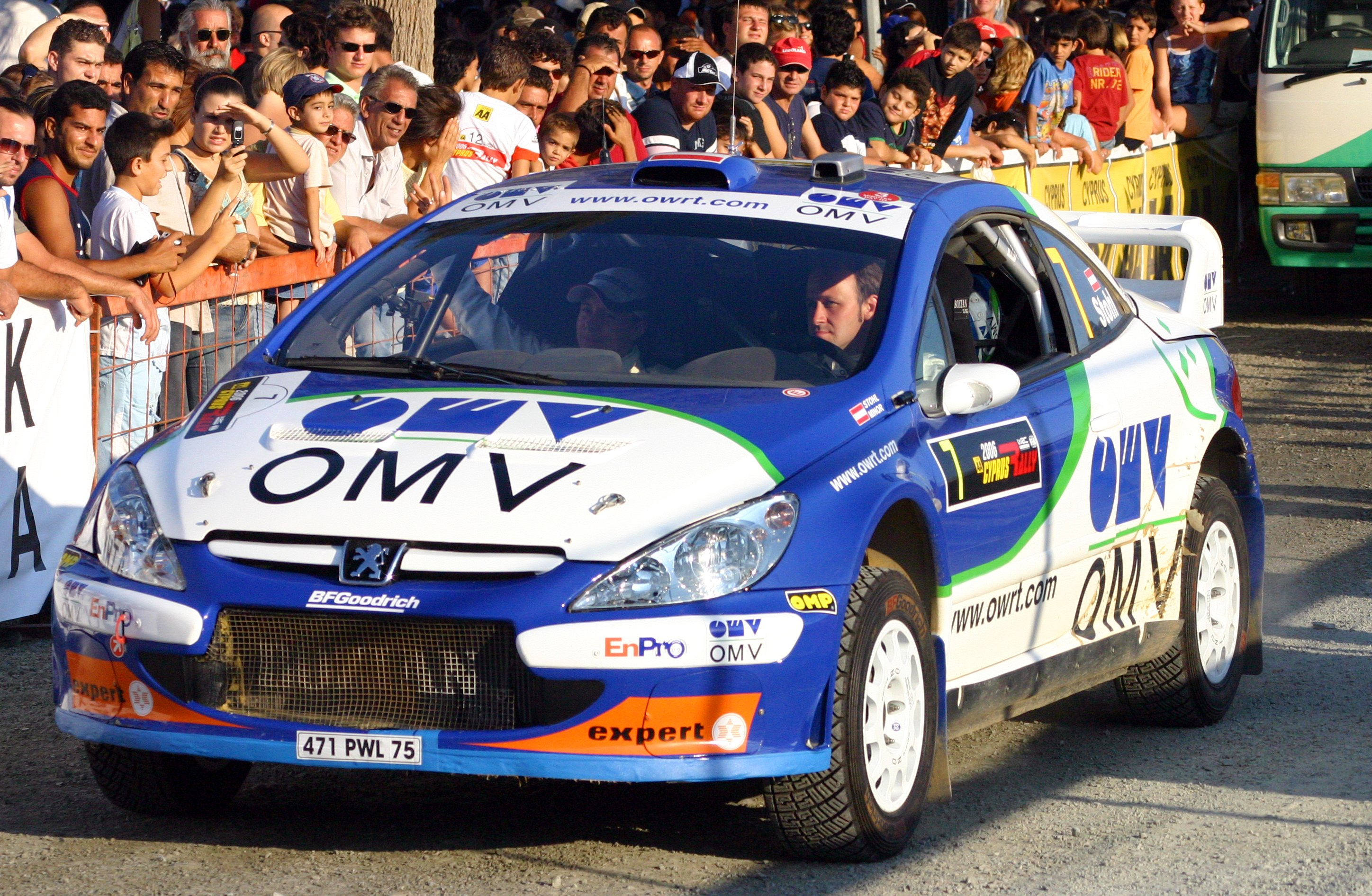
za volantem Peugeotu 307 CC WRC

- 1998 - vítěz Rallye Monte Carlo 1998, Tour de Corse- Rally de France a Great Britain rally ve skupině N
- 2000 - mistr světa skupiny N
- 2006 - 4. v pořadí jezdců mistrovství světa